# 李承燁 (政治人物)

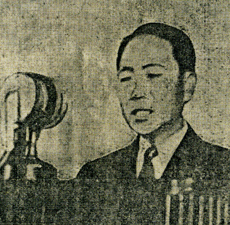
1950年，担任汉城（今译首尔）市临时人民委员会委员长（市长）的李承烨正在发表讲话。

李承烨（1905年2月8日—1954年7月30日），朝鲜民主主义人民共和国政治人物、共产主义者。

## 生平
李承烨1905年生於京畿道富平郡一个贫穷的家庭。1924年加入朝鲜共产党。曾任《朝鲜日报》记者。1948年任北韓司法部长，1949年北朝鮮勞動黨与南朝鮮勞動黨合并後当选为政治局委员。
1950年6月朝鲜战争爆發，李承燁於8月出任朝鮮人民軍佔領下的漢城市临时人民委員會委員長（市長）。
1953年，金日成展开党内清洗，李承烨被指在1946年被美国特务机关收买为间谍，与趙一明、林和、朴勝源、李康國、裴哲、孟鍾鎬、赵镛福、薛贞植、白亨福、尹淳达等被控以充当间谍、颠覆共和国罪名被朝鲜最高裁判所的特别军事法庭公审，1954年处决。但没有确实证据证明他是美国间谍。